# Ruadalama
Ruadalama (en gallego y oficialmente, Rúa da Lama) es una aldea española situada en la parroquia de Lubre, del municipio de Bergondo, en la provincia de La Coruña, Galicia.

## Demografía
| Gráfica de evolución demográfica de Rúa da Lama entre 2000 y 2018 |
|                                                                   |
| Datos según el nomenclátor publicado por el INE.                  |